# Avalatornet
Avalatornet (serbisk kyrilliska: Авалски торањ; latinska: Avalski toranj) är en 204,5 meter (671 fot) hög TV-mast belägen på Avalaberget utanför Serbiens huvudstad Belgrad.
Byggnaden är den högsta i Serbien, och i hela Balkanregionen.

## Historik
Det ursprungliga Avalatornet byggdes år 1965. Masten förstördes den 29 april 1999 under Natos flygbombningar av Jugoslavien. Den 21 december 2006 var återuppbyggnaden av det nuvarande tornet färdig och invigningsceremonin hölls den 21 april 2010.

## Bilder

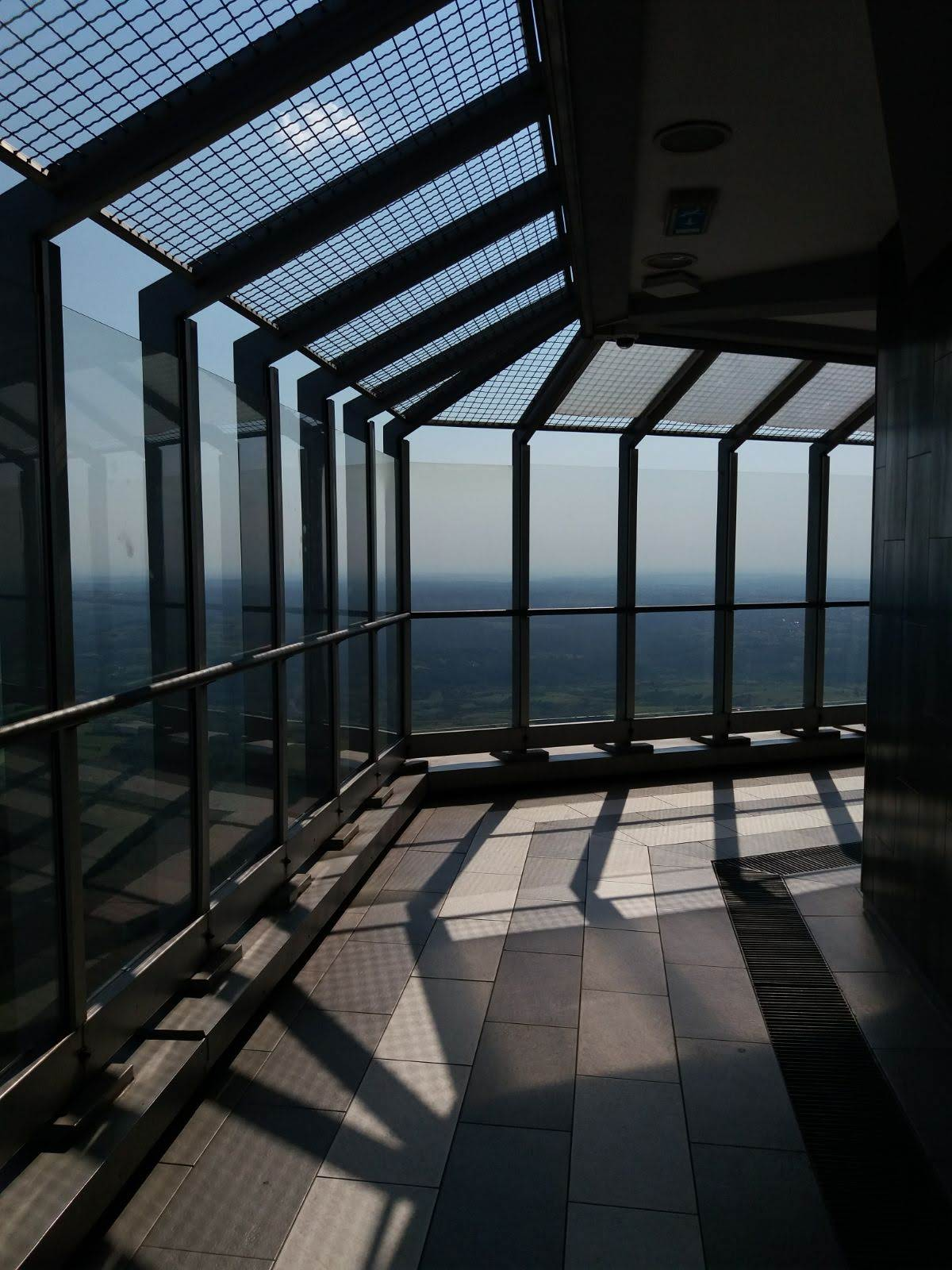
Inuti tornet.
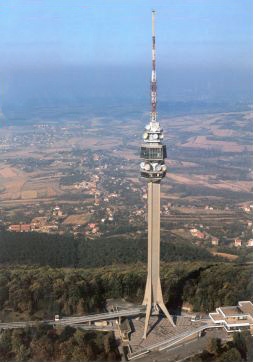
Ursprungliga Avalatornet.
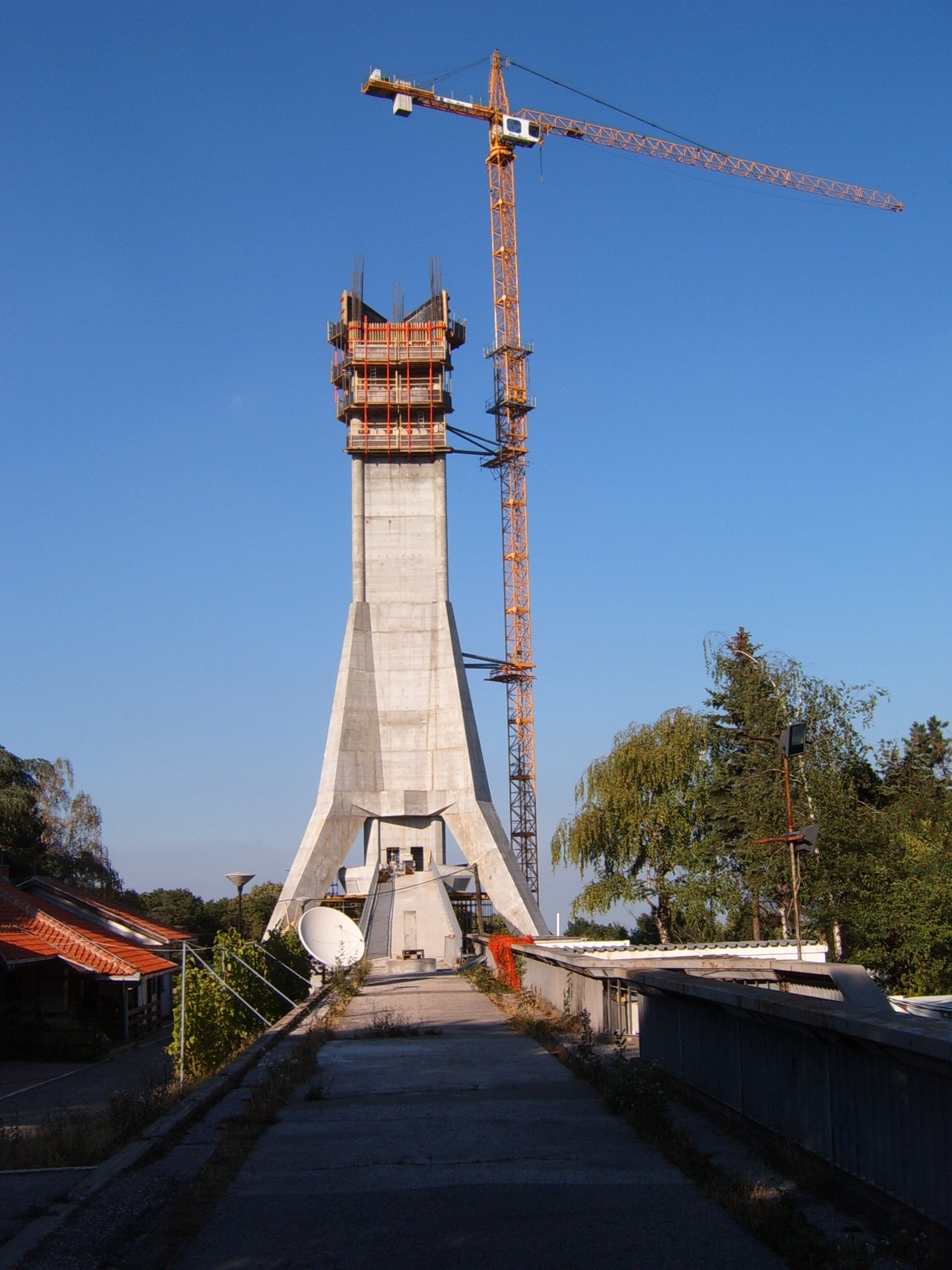
Nuvarande tornet under återuppbyggnad (juli 2008).